# Meir Kahane
Pour les articles homonymes, voir Kahane.
Meir David HaKohen Kahane, (en hébreu : מאיר דוד כהנא), né Martin David Kahane, né à Brooklyn, New York le 1er août 1932 et mort assassiné à Manhattan, New York le 5 novembre 1990, est un rabbin et homme politique israélo-américain. Fondateur de l'organisation Jewish Defense League (JDL) aux États-Unis puis de Kach, un parti politique israélien d'extrême droite, il devint député à la Knesset lors des élections de 1984.
Prônant une ligne ultra-nationaliste voire fasciste, Meir Kahane est favorable à une ségrégation totale entre juifs et non-juifs, à la mise en esclavage des non-juifs vivant en Israël, au retrait du droit de vote aux Arabes israéliens, et à l'expulsion de tous les Palestiniens des territoires palestiniens occupés, incluant les Arabes vivant en Israël, hors de ce pays.
En 1988, à la suite d'une décision de la Cour suprême, qui juge le parti Kach « raciste et antidémocratique », Meir Kahane est interdit de se présenter aux élections. En 1994, le parti est interdit en Israël pour terrorisme et racisme,.
Kahane est assassiné à Manhattan en 1990 par un groupe lié à Ayman al-Zaouahiri, à Omar Abdel Rahman et à d'autres participants à l'assassinat du président égyptien Sadate en octobre 1981.

## Premières années aux États-Unis

### Jeunesse
Meir Kahane, de son nom de naissance Martin David Kahane est né en 1932 à New York, aux États-Unis dans une famille juive orthodoxe. Son père, Yechezkel (Charles) Kahane, l'auteur de la Torah Yesharah, a étudié dans des yeshivas polonaises et tchèques, était impliqué dans le mouvement sioniste révisionniste et était un ami proche de Vladimir Jabotinsky. Il fait partie, pendant sa jeunesse, du Mouvement sioniste-révisionniste uni d’Amérique (United Zionist-Revisionist Movement of America). Adepte et admirateur des thèses de Jabotinsky et d'Hillel Cook (qui étaient invités fréquemment chez les parents de Kahane), il est également membre du Betar. Il étudie à la yeshiva (collège talmudique) Mir de Brooklyn, de laquelle il reçoit son titre de rabbin, et entreprend des études d’histoire et science politique (licence), relations internationales (master) et droit.
Mythomane, il menait une double vie à New York durant les années 1960, se faisant passer, en-dehors des yeshivas, pour un gentil sous le faux nom de Michael King. Il poussa au suicide une femme américaine non-juive, après l'avoir abandonnée deux jours avant leur supposé mariage. Il a également eu des contacts réguliers avec la mafia italienne, ou encore avec l'organisation d'extrême-droite John Birch Society, qu'il a infiltrée et dénoncée au FBI.

### Création de la Jewish Defense League
Au mois de juin 1968, il s'associe à Bertam Zweibon et Morton Dolinsky pour former la Jewish Defense League ou JDL. Le but premier de l’organisation est de lutter contre l’antisémitisme en général, et de manière plus spécifique de défendre les Juifs new-yorkais en proie à des attaques de la communauté noire. Pour ce faire, le mouvement met l’accent sur un retour aux racines juives, combiné à un entraînement physique et quasi-militaire incluant l’usage d’armes.
À la fin de l’année 1969, Kahane – qui s’est progressivement imposé comme l’unique leader et idéologue du groupe – annonce un changement d’orientation de la LDJ : c’est désormais la « cause » des Juifs soviétiques, interdits d’émigrer en Israël, qui sera le premier motif d’action. Dans cette optique, la LDJ commence une campagne contre l’Union soviétique, allant du boycott des sociétés américaines faisant du commerce avec l’URSS au harcèlement (physique ou téléphonique) des diplomates soviétiques, et même d’artistes russes. Le recours à la violence, à la fois symbolique et réel attire l’attention des médias, et la reconnaissance de la LDJ s’accroît, facilitant le recrutement et les levées de fonds. À l’apogée de son succès, en 1970, la LDJ compte 19 000 membres aux États-Unis, des branches en Europe et en Afrique du Sud.
Sa participation en tant que rédacteur-adjoint et contributeur du Jewish Press, le journal anglo-juif le plus vendu aux États-Unis, lui sert de tribune pour exposer son idéologie.
Aujourd'hui la LDJ est classée organisation terroriste aux États-Unis.

## Installation en Israël
C’est en septembre 1971 que Kahane émigre en Israël, moment à partir duquel l’aliyah (émigration en Israël) devient une préoccupation centrale de la LDJ. Si son départ des États-Unis est alors officiellement justifié par l’idéologie sioniste qu’il promeut, les détracteurs de Kahane ont, eux, mis en avant que celui-ci n’avait en réalité pas d’autre choix. D’une part parce qu’il affrontait des critiques internes à la LDJ, déjà en perte de vitesse, mais aussi parce que le gouvernement américain, craignant que l'engagement violent de la Ligue contre l'URSS ne mette en péril la période de détente engagée entre les deux super-puissances, le menaçait de sanctions de plus en plus ouvertement[réf. nécessaire].
Le rabbin se montre actif dès son arrivée en Israël, renonçant ainsi à son désir initial de poursuivre une carrière dans l’éducation juive. Déterminé à poursuivre son militantisme anti-soviétique, il développe également des revendications davantage centrées sur des questions proprement israéliennes, s’élevant contre les activités des missionnaires chrétiens mais surtout en réclamant le départ de tous les Arabes d’Eretz Israël à travers des provocations violentes. Bien qu’attirant l’attention des médias et du public israéliens de temps à autre, Kahane est à cette époque une figure marginale, peinant à rassembler des fonds et des nouvelles recrues, suivi par un petit cortège de supporters, composé de jeunes militants américains de la LDJ et d’une poignée d’immigrants russes.

### De la LDJ à Kach
En marge de son militantisme extra-parlementaire, il tente également d’investir le système politique institutionnel : en 1973, la Jewish Defense League devient Kach (Ainsi), organisation sous la bannière de laquelle il se présente aux élections législatives la même année. Il n’obtient cependant que 0,8 % de voix (un peu moins de 13 000), alors que le seuil électoral requiert 1 %.
Lors de la période qui suit la guerre du Kippour, Kahane systématise et intensifie l’usage de la violence physique et verbale à l’encontre des Arabes en Cisjordanie. Cette stratégie s’avère cependant peu payante sur le plan politique, puisque sa deuxième tentative d’élection à la Knesset, en 1977, est un net échec : il n’obtient que 4 400 votes, soit seulement 0,25 % des suffrages.
Les accords de Camp David de 1979, instituant la paix entre Israël et l’Égypte, sont une étape importante dans la radicalisation de Kahane et de ses supporteurs, dans la mesure où la « trahison » de Begin au camp nationaliste leur fait perdre toute confiance dans le système politique démocratique et institutionnel. Le début des années 1980 est en Israël une période propice au développement de la droite radicale, ce qui favorise l’idéologie du rabbin à être de plus en plus acceptable, et acceptée. Mais il échoue une fois encore à élargir sa base électorale : Kach obtient, en 1981, sensiblement les mêmes résultats que lors des précédentes élections législatives.

### L'élection à la Knesset
Entre 1981 et 1984, un mouvement de soutien populaire pour le rabbin et son parti se construit enfin, et il cesse alors d’être perçu comme un simple marginal, fou, désirant simplement attirer l’attention. Ce soutien progressif repose cependant sur des facteurs extérieurs à la personnalité de Kahane, et notamment sur la perte d’autorité du Premier ministre Menahem Begin, qui s’accentue jusqu’à sa démission.
La conjoncture économique délétère a également contribué à accentuer la concurrence sur le marché du travail entre juifs sépharades et Arabes israéliens, thème largement exploité par Kahane depuis plusieurs années. Enfin, le contexte de l'invasion du Liban en 1982, qui a largement contribué à renforcer la polarisation politique et idéologique de la société israélienne et a révélé son insatisfaction grandissante à l’égard de la classe politique au pouvoir, a joué un rôle majeur dans l’élection de Meir Kahane à la Knesset, lors des élections de 1984, après trois tentatives infructueuses. Ayant obtenu le soutien de presque 26 000 électeurs, représentant 1,2 % des votes dans le pays, il réussit enfin à entrer à la Knesset, disposant d’un siège sous la bannière du parti Kach.
Lors de son premier discours parlementaire, il demande l'expulsion du Grand Israël des quelque deux millions de Palestiniens qui y vivent.

## Éviction de la Knesset
À son arrivée en Israël, Meir Kahane a bénéficié d’une attitude assez laxiste de la part du gouvernement. La permissivité des institutions à la fois politiques et judiciaires à l’égard de Kahane et des membres de Kach apparaît en réalité comme une constante dans la décennie des années 1970.
La réaction de l’État israélien n’apparaît que lors des élections de 1984, et plus encore une fois que Kahane a été élu à la Knesset, après que la disqualification du parti Kach par le Comité électoral central a été rejetée par la Haute Cour de Justice. Celle-ci invoque en effet l’absence de loi permettant d’interdire un parti politique aux élections sur la base de son programme ou de son idéologie.
Se retrouvant devant le « fait accompli » de la présence à la Knesset d’un membre prônant ouvertement ses convictions racistes, un consensus se forme dans la classe parlementaire pour tenter de « stigmatiser » le rabbin, niant la légitimité acquise lors du processus électoral.
Les mesures prises à l’encontre de Kahane pour minimiser son influence sont multiples : restriction de son immunité parlementaire afin d’établir une interdiction de se déplacer à certains endroits (essentiellement des villes arabes, où le rabbin et ses supporters avaient l’habitude de se rendre afin d'affirmer le caractère juif de l’État d’Israël), instauration par le ministère de l’Éducation du programme d’« éducation à la démocratie » dans les écoles, limitation de sa liberté d’expression avec la décision de l’Autorité israélienne des télécommunications (Israeli Broadcasting Authority) – entité sous contrôle de l’État gérant la diffusion de tous les médias électroniques du pays – de censurer ses discours et ne pas relayer ses activités.
C’est le manque d’outil légal pour restreindre l’activité parlementaire de Kahane qui a motivé les membres de la Knesset à adopter plusieurs amendements majeurs :
- inclusion du racisme dans la section en rapport aux « incitations » dans le code pénal ;
- l’article 134 des règlements de la Knesset autorisant son président à refuser des lois comportant des incitations au racisme ou des principes allant à l’encontre des caractères juif et démocratique du pays ;
- l’amendement no 9 de la loi fondamentale : la Knesset (1958), qui déclare : « Une liste de candidats ne pourra participer aux élections de la Knesset si l’un des éléments suivants est exprimé ou sous-entendu dans ses propos ou actions :

1. déni de l’existence de l’État d’Israël comme l’État du peuple juif ;
2. déni du caractère démocratique de l’État ;
3. incitation au racisme. »

## Assassinat
Cette disqualification porte un très grand coup au mouvement kahaniste, qui ne peut dès lors plus que compter sur son action extra-parlementaire pour diffuser son idéologie et faire progresser ses objectifs. Si lors des dernières années de sa vie, Kahane ne participe plus lui-même à des actions violentes, et tente soigneusement d’éviter toute confrontation avec les autorités, ses fidèles, eux, continuent d’utiliser la violence, de la revendiquer, et de la médiatiser : depuis le début de la première intifada et l’établissement de l’État de Judée, la section Kach de la communauté de Kiryat Arba, juste à l’est d’Hébron, est devenu le groupe d’auto-défense anti-arabe et le contestataire de l’État d’Israël le plus visible. C’est à cette époque que se détache une nouvelle génération de militants, âgés d’une vingtaine ou trentaine d’années, parmi lesquels Baruch Marzel, Noam Federman et Yekutiel Ben-Yaakov.
Le 5 novembre 1990, en soirée, Kahane livre un discours dans lequel il incite les Juifs américains à immigrer vers Israël avant qu’il ne soit trop tard. L’assemblée, majoritairement composée de Juifs orthodoxes de Brooklyn, est réunie dans une salle de conférence au deuxième étage du Marriott East Side Hotel en plein cœur de Mahattan, au 525 Lexington Avenue. À la fin du discours, peu après 21 heures, des supporteurs se massent autour de Kahane qui poursuit la discussion et répond à des questions. C’est à ce moment qu’un individu, vêtu à la manière d’un Juif orthodoxe, s’approche de Kahane et lui tire dessus à bout portant à l’aide d’un pistolet de calibre 357,,. Atteint au cou, Kahane succombe à ses blessures peu de temps après.
La disparition brutale du chef met le mouvement dans une situation difficile, notamment en rapport à la question de sa succession.

## Idéologie: le kahanisme
Le kahanisme est une doctrine basée en apparence sur la Torah, qui commanderait de conquérir la terre promise, qui est l'héritage du peuple Juif et d'y installer un gouvernement dont la constitution est la loi de la Torah. Le kahanisme n'est reconnu par aucune autorité spirituelle juive d'Israël ou d'ailleurs et reste confiné à des milieux marginaux isolés.
Kahane affirmait que la violence était une valeur juive et la vengeance un commandement divin. Il prônait un état 100 % juif du Jourdain à la mer, ethniquement nettoyé de toute population palestinienne. Durant son mandat de député, il appela à l'interdiction du mariage et la criminalisation des relations sexuelles entre Juifs et non-Juifs, à l'établissement du délit de blasphème et à rendre obligatoire l'observance du Shabbat par toute la population israélienne. Il contestait la judéité des juifs laïcs et appelait à modifier les lois fondamentales afin de démanteler la Knesset et la remplacer par une cour rabbinique. Selon le philosophe Aviezer Ravitzky, le kahanisme ne ressemble à aucune autre idéologie radicale implantée en Israël dans le sens qu'il lève tous les tabous en appelant à un génocide expiatoire de la population palestinienne et à la purge, parmi la population israélienne, des humanistes de gauche, des hérétiques et des pro-Palestiniens.

## Terrorisme et condamnations
Un certain nombre de membres et de dirigeants de la Jewish Defense League, dont Kahane, ont été reconnus coupables d'actes liés au terrorisme intérieur. En 1971, Kahane a été condamné à une peine de cinq ans d'emprisonnement avec sursis pour conspiration dans le but de fabriquer des explosifs. En 1975, Kahane a été arrêté pour avoir dirigé l'attaque contre la mission des Nations unies dans l'Union soviétique et blessé deux officiers, mais il a été relâché après avoir été convoqué pour conduite désordonnée. Plus tard la même année, Kahane était accusé de conspiration en vue de kidnapper un diplomate soviétique, de bombarder l'ambassade irakienne à Washington et d'expédier des armes à l'étranger depuis Israël. Il a été reconnu coupable d'avoir violé sa peine de probation à la suite de la condamnation pour attentat à la bombe de 1971 et a été condamné à un an de prison. Cependant, il en servit la plupart dans un hôtel, avec de fréquentes absences non surveillées, en raison d'une concession sur la fourniture de nourriture casher.
Dans une interview accordée en 1984 à Carla Hall, correspondante du Washington Post, Kahane a admis que la JDL « avait bombardé la mission russe (soviétique) à New York, la mission culturelle russe ici (Washington) en 1971, les bureaux de commerce soviétiques »,.

#### Ouvrages de référence
- Bar Itzhak Shulamith, Kahane et le Kahanisme, un témoignage de première main, 285 pages, contient des documents et des photos. https://www.scribd.com/my_document_collections/3535244
- Raphael Cohen-Almagor, The Boundaries of Liberty and Tolerance. The Struggle against Kahanism in Israel, Gainesville, University Press of Florida, 1994, p. 154-173.
- Raphael Cohen-Almagor, Vigilant Jewish Fundamentalism: from the JDL to Kach, Terrorism and Political Violence, 4 (1), print. 1992, p. 44-66.
- Ehud Sprinzak, Brother Against Brother : Violence and Extremism in Israeli Politics from Altalena to the Rabin Assassination, New York, Free Press, 1999, p. 187-215.
- Ehud Sprinzak, The Ascendance of Israel’s Radical Right, New York, Oxford University Press, 1991, p. 243-250.
- Ami Pedahzur, The Israeli Response to Jewish Extremism and Violence, Manchester et New York, Manchester University Press, 2002.
- Aviezer Ravitsky, Roots of Kahanism: Consciousness and Political Reality, The Jerusalem Quarterly, 39, 1986.

#### Lectures complémentaires
- 1968. Ruth Bondy, Mission Survival, N.Y. Sabra Books
- 1973. Jewish Radicalism, an Anthology, New York Grove Press
- 1973. Sprinzak, Origins of the Politics of Delegitimization in Israel 67-72, Eshkol Instit. (en hébreu)
- 1974. Natan Yalin Mor - The Fighters for the Freedom of Israel, Shikmona, Jer. (en hébreu)
- 1974. The JDL: Mature not Moribund, Sh'ma 2/8/74
- 1975. Israel Eldad, The First Tenth, Adar TA. (in Hebrew)
- 1976. Stanley Clawar, Neo-Vigilantism in America, an analysis of the JDL
- 1977. Janet Dolgin Jewish Identity and the JDL, Princeton University Press
- 1978. Friedman Society & Religion, Yad Ben Zvi
- 1978. Gary Goodman Rhetoric of Meir Kahane
- 1979. Conflict about institutionalizing of the Values of Judaism in the State of Israel, Hebrew U. of Jerusalem, Sociology Dept. (en hébreu)
- 1980. Shlomo Russ, The Zionist Hooligans, the JDL, Ph. D. Thesis, City U. of NY
- 1981 Challenge Groups in Israel, Middle East Journal 35
- 1981. Kahane On Tour, Present Tense 8:3
- 1981. Public Life in Israel and the Diaspora, Comparative Jewish Politics, Bar Ilan University Press
- 1982. Judaism and Psychoanalysis, Ktav Publishing House
- 1983. Libman & Don Yehiya, Civil Religion in Israel, L.A. U. of California Press
- 1984. False Messianism from Brooklyn, Midstream 30/10
- 1984. Jewish Ethics and Halakha for Our Times, Ktav Publishing House
- 1984. Schenker Kahanism: A Clear and Present Danger, New Outlook Aug/Sept. 84
- 1984. Meir Kahane's Time Bomb, The Village Voice Oct. 2, 84
- 1984. Aviezer Ravitski, Messianism, Zionism & the Future of Israel, in “Towards the 21st Century”, Van Leer Inst. (en hébreu)
- 1985 Mergui & Simonnot, Le Rabbin qui fait peur aux Juifs
- 1985. Charles Liebmann, Jewish Ultra-Nationalism in Israel, Survey of Jewish Affairs, London Univ. Press.
- 1985. Eleventh Knesset Election, New Outlook
- 1985. Liebman, Jewish Ultra Nationalism, London, University Press
- 1985. The Flip Side of Meir Kahane, New Outlook July 85
- 1985. Reich, The Kahane Controversy, Moment Jan/Feb 85
- 1985. Yair Kotler, Heil Kahane! (in Hebrew)
- 1986. Daniel Breslauer, Meir Kahane - Ideologue, Hero, Thinker, Edwin Mellen Press.
- 1986. Ideology of MK and his supporters, Van Leer Inst. (en hébreu)
- 1986. Jewish Terror Organization, Conflict N¼ 4
- 1986. The Elections in Israel in 1984, Kach and Kahane, T.A. Ramot
- 1987. Don Yehiya Eliezer, Jewish Messianism, Middle Eastern Studies Vol 23 #2
- 1987. Moshe Negbi, Above the Law – Constitutional Crisis in Israel Am Oved, (en hébreu)
- 1988. Gerald Cromer - The Debate about Kahanism in Israeli Society 84-88, Occasional Papers of the Guggenheim Found # 3.
- 1989. Zvi Shiloach The Guilt of Jerusalem, Karni Tel Aviv
- 1990. Religious Radicalism and Politics in the Middle East, Albany State U. of NY
- Dershowitz, The Best Defense
- 1990. Robert Freidman, The False Prophet
- 1990. Robert Freidman, Religious Radicalism and Politics in the Middle East, Albany State Univ.
- 1990. Simon Epstein Les Chemises Jaunes, Chronique d'une extrême-droite raciste en Israël.
- 1993. Max Weber The Zionist Terror Network
- Ehud Sprinzak, The Israeli Radical Right: History, Culture and Politics, in: MERKL Peter, WEINBERG Leonard (éds.), Encounters with the Contemporary Radical Right, Boulder, Westview Press, 1993 :
- Ehud Sprinzak, Kach and Meir Kahane: The Emergence of Jewish Quasi-Fascism., Patterns of Prejudice, 19 (3/4), 1985 :

- Ehud Sprinzak, « Extreme Politics in Israel », The Jerusalem Quarterly, (5), aut. 1977: